# Angeldiazia weigendii
 Angeldiazia weigendii   M.O.Dillon & Zapata, 2010 è una specie di pianta angiosperma dicotiledone della famiglia delle Asteraceae (sottofamiglia Asteroideae).  Angeldiazia weigendii  è anche l'unica specie del genere  Angeldiazia  M.O.Dillon & Zapata, 2010.

## Etimologia
Il nome generico (Angeldiazia) è stato dato in onore al botanico peruviano Angel Diaz Celis, rettore della "Universidad Nacional Pedro Ruiz Gallo". L'epiteto specifico (weigendii) è stato dato in onore del professore Maximillian Weigend, esperto di botanica latinoamericana presso la "Freie Universität Berlin".
Il nome scientifico della specie è stato definito dai botanici Michael O. Dillon (1947-) e Mario Zapata nella pubblicazione " Arnaldoa; Revista del Herbario H A O Trujillo. Trujillo, Peru" (  Arnaldoa 17(1): 22 (-23; figs.)) del 2010. Il nome scientifico del genere è stato definito nella stessa pubblicazione.

## Descrizione
Habitus. Questa specie ha un portamento erbace a ciclo biologico annuo. Altezza massima: 1,2 metri.
Fusto. I fusti, delicati e ramificati in modo dicotomico, hanno un portamento rampicante. La parte ipogea consiste in un fittone apicale dicotomicamente ramificato.
Foglie. Le foglie sono cauline; lungo il caule sono disposte in modo alternato; sono sessili con lamina a forma visibilmente pennatosetta (margini con 10 - 21 paia di lobi, lunghi 10 – 12 mm). Dimensione delle foglie: larghezza 2 – 3 cm; lunghezza 4 – 16 cm.
Infiorescenza.  Le sinflorescenze sono composte da capolini solitari (o al massimo 3 - 4 scapi). Le infiorescenze vere e proprie sono formate da un capolino terminale peduncolato di tipo disciforme. Il calice basale esterno non è presente. In particolare i capolini sono composti da un involucro verde piriforme formato da diverse brattee, a volte connate, disposte in modo più o meno embricato su una serie, al cui interno un ricettacolo fa da base ai fiori. Il ricettacolo in genere è nudo (senza pagliette) e può essere peloso o glabro, da piano a convesso. Lunghezza dei peduncoli: 5 – 10 cm.
Fiori.  I fiori (da 12 a 16 per capolino) sono tetra-ciclici (formati cioè da 4 verticilli: calice – corolla – androceo – gineceo) e pentameri (calice e corolla formati da 5 elementi). Sono inoltre ermafroditi, tubulosi e actinomorfi) sono bisessuali (spesso sono sterili e funzionalmente maschili).
- Formula fiorale:

*/x K {\displaystyle \infty }, [C (5), A (5)], G 2 (infero), achenio
- Calice: i sepali del calice sono ridotti ad una coroncina di squame.
- Corolla: nella parte inferiore i petali della corolla sono saldati insieme e formano un tubo. In particolare la corolla del disco centrale (tubulosi) termina con delle fauci dilatate a raggiera con cinque lobi. Alla periferia sono presenti delle corolle nastriformi (i fiori sono dimorfici). I colori delle corolle sono gialli.
- Androceo: gli stami sono 5 con dei filamenti liberi; le antere invece sono saldate fra di loro e formano un manicotto che circonda lo stilo (sono inoltre prive di appendici filiformi). Le antere normalmente sono senza coda (ecaudate) e sono tetrasporangiate, raramente sono bisporangiate. Il tessuto endoteciale è radiale o polarizzato. Il polline è tricolporato (tipo "helianthoid").[11]
- Gineceo: lo stilo è biforcato (raramente unico) con due stigmi nella parte apicale; gli stigmi hanno due aree stigmatiche separate, sono troncati e hanno dei peli ampi (penicilli). L'ovario è infero uniloculare formato da 2 carpelli.

Frutti. I frutti sono degli acheni con pappo. La forma dell'achenio è affusolata con 5 striature/coste longitudinali alternate ad aree glabre o papillose-pelose. Il carpoforo è indistinto o distinto e ha la forma di un anello apicale. Il pappo in genere è bianco e formato da una più serie di setole barbate fragili. Dimensione degli acheni: 2,4 – 3 mm. Lunghezza del pappo: 4 – 6 mm.

## Biologia
Impollinazione: l'impollinazione avviene tramite insetti (impollinazione entomogama tramite farfalle diurne e notturne).

Riproduzione: la fecondazione avviene fondamentalmente tramite l'impollinazione dei fiori (vedi sopra).

Dispersione: i semi (gli acheni) cadendo a terra sono successivamente dispersi soprattutto da insetti tipo formiche (disseminazione mirmecoria). In questo tipo di piante avviene anche un altro tipo di dispersione: zoocoria. Infatti gli uncini delle brattee dell'involucro (se presenti) si agganciano ai peli degli animali di passaggio disperdendo così anche su lunghe distanze i semi della pianta. Inoltre per merito del pappo il vento può trasportare i semi anche a distanza di alcuni chilometri (disseminazione anemocora).

## Distribuzione e habitat
La specie di questa voce è distribuita in Perù.

## Tassonomia
La famiglia di appartenenza di questa voce (Asteraceae o Compositae, nomen conservandum) probabilmente originaria del Sud America, è la più numerosa del mondo vegetale, comprende oltre 23.000 specie distribuite su 1.535 generi, oppure 22.750 specie e 1.530 generi secondo altre fonti (una delle checklist più aggiornata elenca fino a 1.679 generi). La famiglia attualmente (2021) è divisa in 16 sottofamiglie; la sottofamiglia Asteroideae è una di queste e rappresenta l'evoluzione più recente di tutta la famiglia.

### Filogenesi
Il genere della specie di questa voce è descritto all'interno della tribù Senecioneae (una delle 21 tribù della sottofamiglia Asteroideae), ma non è assegnato a nessuna delle sue sottotribù in quanto morfologicamente Angeldiazia non ha nessuna stretta affinità con qualsiasi membro delle Senecioneae. Questo nuovo taxon è unico nella sua combinazione di caratteri. Per certi caratteri può essere affiancato alle specie del genere Erechtites Raf., altre similitudini possono essere trovate nel genere Emilia Cass., entrambi appartenenti alla sottotribù Senecioninae. Si attendono studi di tipo molecolare del DNA per stabilire la posizione filogenetica di questo nuovo genere.
I caratteri distintivi per la specie  Angeldiazia weigendii sono:
- il ciclo biologico è erbaceo annuale;
- i fusti, delicati e ramificati in modo dicotomico, hanno un portamento rampicante;
- le foglie sono visibilmente pennatosette.
- i capolini sono solitari del tipo disciforme.